# Tabatinga (kommun i Amazonas)
Tabatinga är en kommun i Brasilien.   Den ligger i delstaten Amazonas, i den västra delen av landet, 2 700 km nordväst om huvudstaden Brasília. Antalet invånare är 52 279.
Följande samhällen finns i Tabatinga:
- Tabatinga

I omgivningarna runt Tabatinga växer i huvudsak städsegrön lövskog. Runt Tabatinga är det glesbefolkat, med 13 invånare per kvadratkilometer.

## Befolkningsutveckling
| Område     | Areal (km²)   | Invånarantal 1 augusti 2000 | Invånarantal 1 augusti 2010 | Invånarantal 1 juli 2014 |
| ---------- | ------------- | --------------------------- | --------------------------- | ------------------------ |
| Kommun     | 3 224,88      | 37 919                      | 52 272                      | 59 684                   |
| Centralort | Ingen uppgift | 26 637                      | 36 355                      | Ingen uppgift            |